# جمعية قدماء الكشافة الإسلامية الجزائرية
جمعية قدماء الكشافة الإسلامية الجزائرية هي جمعية وطنية معتمدة من طرف وزارة الداخلية تحت رقم 0088 و75 م ت م بتاريخ 05 نوفمبر 1989. وهي جمعية ذات طابع تربوي، تطوعي، غير سياسية، تضم الجميع: الطفل، الشاب، العميد، ومن الجنسين
هي ثاني حركة من الكشافة الإسلامية الجزائرية التي تأسست سنة 1939 م.

## الانتشار والأعضاء
للجمعية مقر وطني بالعاصمة في 02، شارع محمد بوراس. كما لديها أيضا مقرات في عدة ولايات وبلديات، (دور الشباب، المراكز الثقافية، المدارس..الخ...) تُؤطر ما يزيد عن 22 ألف منخرط اغلبهم شباب ما بين 20-30 سنة في 470 فوج موزعين على 46 ولاية، كما أن 30 بالمائة من المنخرطين من النساء.

## الأهداف
- تكوين الشباب لخدمة وطنه ومحيطه بتطبيق الطريقة الكشفية العالمية وفقا الدين الاسلامي وتقاليد الشعب الجزائري
- تنمية القدرات الذهنية والجسدية لدى الشباب، تنمية الجانب الروحي والمدني وتقوية وتطوير رابط الأخوة بين الشباب[4]
- المشاركة في التجمعات العالمية والوطنية والدراسات المتعلقة بمشاكل الشباب الجزائري
- تجميع الوثائق المتعلقة بالحركة الكشفية قصد كتابة تاريخها ونشر الدوريات، البطاقات الفنية، الدراسات التربوية ذات العلاقة بأهداف الجمعية

## فعاليات
تُنشط الجمعية تحركات وسياحة الشباب بالتبادل بين الأفواج الكشفية الشمالية والجنوبية ونظمت قافلة المصالحة الوطنية من سعيدة إلى الأغواط إلى بسكرة ومخيمات في الجزائر وتونس. وتُنشط حملات شبابية وصحية ومحاربة الآفات الاجتماعية مثل حملة التبرع بالدم على مستوى عدة ولايات وحملة التوعية بمخاطر المخدرات ونشاطات الهواء الطلق، الترفيه، واستغلال الوقت الحر. كما تُنظم الأفواج طوال السنة بالخرجات النهارية وخرجات نهاية الأسبوع وزيارة المواقع الأثرية والمتاحف وخرجات دراسة المحيط وزيارة مختلف المنشآت: (مصانع، مطارات، موانئ...الخ...)
نشاطات الدعم
- تنظيم حفلات في المدارس والأحياء
- زيارة المرضى في المستشفيات ومراكز أطفال في وضعية صعبة
- دروس الدعم المدرسي في مقرات الأفواج
- تنظيم مسابقات ثقافية ونشاطات ترفيهية في المدارس

نشاطات لصالح الفتيات
نتوفر على أفواج نموذجية في مجال تدريب الفتيات وهي ورشات متخصصة هذه وسيلة فعالة لإدماج فتيات المجتمع الريفي في الحياة الجمعوية
نشاطات الحفاظ على الطبيعة
- حملة وطنية للتشجير خلال عطلة الربيع وعلى المستوى الولائي
- حملة تنظيف السواحل بداية كل موسم صيفي على المستوى الولائي
- تنظيف المساجد
- تنظيف المقابر
- تنظيف المواقع الأثرية
- حملة وطنية تحسيسية لمخاطر حرائق الغابات
- تشارك الأفواج على مستوى أحيائها في الحملات التطوعية

التربية المدنية التكشيف
- التجمع الوطني للأشبال
- المسابقة الوطنية للكشاف
- المسابقة الوطنية للجوالة
- منتديات حول دور التكشيف في تحرير الجزائر
- «احتفاليات 27 ماي» اليوم الوطني للكشاف
- مشاركة الجمعية في مختلف النشاطات التضأمنية
- إحياء الأعياد الدينية والوطنية
- التدخل في حال حدوث كوارث طبيعية

## وصلات خارجية
- http://www.anciensma.com/